# La sposa normanna
La sposa normanna è un romanzo storico di Carla Maria Russo pubblicato dalla casa editrice Piemme nel 2004. Il romanzo è diviso in tre parti e in un totale di diciotto capitoli, e la sua vicenda tratta della vita di Costanza d'Altavilla, ultima erede della dinastia normanna che guida il Regno di Sicilia; Costanza è costretta a sposarsi con Enrico VI di Svevia, il giovane figlio dell'Imperatore Federico Barbarossa, in un matrimonio al quale dovrà seguire il concepimento di un erede, noto come Federico II.

## Trama

### Parte prima: La sposa normanna
La prima parte della vicenda è ambientata nel 1185. Guglielmo II di Sicilia, gravemente ammalato e senza eredi, viene convinto dal suo consigliere Guglielmo de Mill, in realtà alleato di Federico Barbarossa, a far sposare la propria zia Costanza d'Altavilla a uno dei figli di Federico, in modo da permettere la successione e mantenere vivo il sangue degli Altavilla. Costanza però ha trentadue anni e dunque già piuttosto anziana per i canoni del tempo, ma soprattutto è una monaca di clausura con il nome di suor Maria Veronica. Convocatala al suo cospetto, il nipote le comunica la decisione di farle rompere i voti monastici e farla sposare. Costanza, che sente invece una sincera vocazione, prega invece di far succedere al trono Tancredi di Sicilia, altro nipote della monaca e figlio di Ruggero III di Puglia, ma Re Guglielmo considera illegittimo il figlio di quest'ultimo e costringe Costanza ad accettare la sua decisione. Intanto Federico Barbarossa decide che a sposare Costanza sarà suo figlio Enrico VI di Svevia, con il quale non ha buoni rapporti. Come temono giustamente molti nobili del regno di Sicilia, il matrimonio è una mossa politica di Federico per controllare il regno e unificarlo al Sacro Romano Impero. Poco tempo prima di sposarsi con Enrico, Costanza incontra i nobili del suo regno, i quali le giurano fedeltà, e Matteo da Salerno, meglio conosciuto come Matteo d'Aiello, il quale le esprime i suoi timori sulle vere intenzioni di Federico, con suo figlio Ruggero d'Aiello, vecchio amico di Costanza. La nuova imperatrice però riceve anche una minaccia da parte di Gualtieri di Palearia, messaggero del papa che l'accusa di rottura dei voti: il papato infatti teme che, con l'unione del regno di Sicilia con il Sacro Romano Impero a seguito del matrimonio, lo Stato della Chiesa si trovi circondato dai domini dell'Imperatore, e inoltre rifiuta di accettare la rottura del voto di Costanza e dunque anche il futuro matrimonio. Per desiderio di Federico, il matrimonio avviene a Milano, città che era stata una delle principali fautrici della sua sconfitta nella Battaglia di Legnano, perché provi a riappacificarsi con la città e a celebrare i degni nemici dell'Imperatore. Avviene così l'incontro e con esso il matrimonio tra la delicata e nobile Costanza e il rude Enrico.
La vicenda si sposta dunque nel 1192: Guglielmo d'Altavilla, Federico Barbarossa e Guglielmo de Mill sono morti e Costanza, che ha ormai raggiunto i trentanove anni, vive in Germania, una terra che considera fredda e ostile, accanto a un uomo crudele e violento come Enrico; non avendo ancora avuto figli, teme che si sia avverata la maledizione di Gualtieri. Giunge inoltre una lettera da Matteo d'Aiello, il quale annuncia che tra breve il regno passerà nelle mani di Tancredi per evitare che Enrico lo voglia prendere con la forza. Preoccupato da queste notizie e dalla rivolta del regno di Sicilia fomentata dal Papa, Enrico, di fatto Imperatore pur senza il riconoscimento papale, decide di scendere in Italia e porta con sé la moglie. Venuto a sapere dell'invasione, Tancredi si è ufficialmente proclamato re con l'appoggio di tutti i nobili e di tutte le città all'infuori di Salerno; il suo piano consiste nel ridare il potere a Costanza, legittima regina del regno, una volta sconfitta la minaccia di Enrico, ma trova opposizione nel piano di Gualtieri, che segretamente vuole far perdere il potere sul regno sia a Tancredi che a Costanza e far riaffermare il potere papale nel sud dell'Italia. Enrico costringe il Papa a incoronarlo Imperatore e poi prosegue la sua marcia contro il regno di Sicilia, mentre Costanza resta a Salerno. Data l'inesperienza dell'Imperatore, l'invasione si fa più difficile del previsto e l'esercito è costretto in uno snervante assedio contro Napoli. Corrado di Urslingen, consigliere dell'Imperatore, suggerisce a Enrico di tornare in Germania poiché il duca Guelfo di Baviera ha fomentato una rivolta con il desiderio di diventare Imperatore. Intanto Costanza, rimasta all'Università di Salerno per farsi curare, viene rapita da Gualtieri e condannata a morte: il popolo della città, tradendo l'Imperatore, vuole infatti la morte della regina, che reputa colpevole di aver consegnato il regno di Sicilia in mano a Enrico. Costanza viene però salvata dagli uomini di Tancredi e condotta a Palermo dove vive amata dal popolo e dalla corte, felice di stare insieme a Ruggero d'Aiello e ai figli di Tancredi. Enrico vuole però vendicarsi della moglie e del regno di Sicilia, e dunque, una volta placate le rivolte in Germania, decide di tornare in Italia e risolvere una volta per tutte la situazione che lo aveva umiliato.

### Parte seconda: Il dono
Costanza rimane finalmente incinta di un bambino, che durante tutta la gravidanza chiamerà Costantino, il maschile di Costanza, per marcare il loro legame; Enrico tuttavia gli darà il nome di Federico II e lo sottrarrà a Costanza per farlo educare in Germania. Sotto le astute strategie di Gualtieri di Palearia, l'imperatore obbliga Costanza e la sua schiera di medici a farla scendere a Palermo, dove lui si trovava per affari: egli riconoscerà il figlio come suo solo se dovesse personalmente vederlo uscire dal ventre di sua moglie, oramai al nono mese di gravidanza. Nonostante i suoi medici le sconsigliano il viaggio a causa del suo stato di salute, Costanza accetta e parte per la Sicilia, decisa a far salire sul trono suo figlio. Durante il viaggio, per la regina iniziano le doglie e il re le ordina di fermarsi a Spoleto nella reggia del suo amico fidato, che assisterà al parto al suo posto, ma il bimbo ormai sta per nascere e così la regina ordina ai suoi medici di installare una grande tenda davanti alla chiesa di Jesi e di invitare tutte le donne del posto ad entrare per dare consigli. Il piccolo nasce e tutte le donne del paesino sono testimoni di quanto accaduto, in quanto Costanza ha fatto in modo che il futuro re nascesse davanti agli occhi di tutti per garantirgli salva la vita. Sconvolto dal comportamento poco regale della regina, e aumentando il suo odio nei suoi confronti, Gualtieri suggerisce a Enrico di far scendere finalmente Costanza a Palermo e di far portare il figlio lontano da lei in Germania, dove verrà cresciuto e educato da re. Costanza accetta, certa che tutto prima o poi si sistemerà, e scende a Palermo, non prima di aver stretto tra le sue braccia per forse l'ultima volta suo figlio; arrivata a Palermo è però costretta ad assistere allo scempio fatto dal marito verso i nobili che lo ostacolavano: durante una processione, l'imperatore fa sfilare davanti a lei all'intero popolo i nobili della Sicilia storpiati e deformati dalle prigionie. L'unica speranza per Costanza si trova sotto forma di Ruggero, suo amico fidato d'infanzia, di lei innamorato.
Gualtieri di Palearia continua intanto a tramare alle spalle della regina per agevolare il re e avere dei rendimenti economici. Innanzitutto, mostra al re una lettera salvata dal fuoco che era stata scritta da Costanza a Ruggero; il re va su tutte le furie e comanda ai suoi uomini di catturare l'uomo e i suoi collaboratori. Ruggero scappa ma gli altri nobili vengono presi, torturati e uccisi, supplizio a cui Costanza è obbligata ad assistere. L'imperatrice inizia a stare con i suoi cittadini che la amano, ma Enrico le comunica che anche per lei giungerà il momento di morire; prima di compiere la tortura se ne va tuttavia tre giorni a caccia, lasciando Costanza prigioniera nel suo stesso palazzo. Inaspettatamente, però, arriva la lieta notizia che il re è morto durante la battuta di caccia, stroncato da un'infezione allo stomaco; Ruggero torna dalla sua regina che lo prega di andare a riprendere il figlio ancora a Spoleto. Lieta di essere libera da un amore malato che la perseguitava da tre anni e finalmente padrona della sua corona, Costanza entra nello studio di Gualtieri di Palearia e lo obbliga a scrivere due lettere che tramite i messaggeri più veloci devono essere recapitate al sovrano di Spoleto e alle guardie armate scese dalla Germania con a capo il cugino di Enrico VI per prelevare il piccolo: nelle lettere sono annunciate la morte del re e la decisione della regina di avere a Palermo suo figlio. La lettera alle truppe arriva a soli pochi chilometri da Spoleto; Ruggero cade però in un agguato insieme ai suoi cavalieri, e il piccolo principe riesce a salvarsi e tornare a casa solo tramite un cavaliere superstite di nome Emanuele di Lauria. Nonostante la disperazione per la perdita dell'amico e amante, finalmente la regina è libera di vivere la sua vita con il piccolo Federico futuro re d'Altavilla.

### Parte terza: Agnello tra i lupi
A soli tre anni di età, Federico è costretto ad assistere alla morte di Costanza, e rimane praticamente solo al mondo, con solo uno stuolo di servi e un unico compagno di giochi, Giovanni detto il Moro. Gualtieri di Palearia viene insignito della carica di tutore, ma non si preoccupa mai di quel marmocchio che scappa sempre dalla reggia, dove vive raramente, per andare a vivere nelle case dei plebei che continuano ad amarlo e ad accudirlo, seguendo le richieste di sua madre. Inoltre, nonostante abbia imparato a leggere e a scrivere a solo tre anni grazie alla guida della madre, Federico diventa sempre più volgare nel linguaggio; non contento di come sta crescendo il futuro re, il Papa manda un frate di nome Guglielmo Francesco a dargli lezioni di vita, il quale gli insegnerà il latino e la poesia.
Un giorno, però, Gualtieri di Palearia si convince che la morte di Federico sarebbe la cosa migliore, perché in automatico tutto il regno passerà alle mani del Papa, di cui Gualtieri diverrà cancelliere. Così, con l'aiuto del mercenario germanico Markwald di Anweiler e al gigante napoletano Guglielmo di Capparone, architetta un'imboscata alla reggia di Federico, il quale, nonostante tenti invano di uccidere il napoletano, viene catturato e condotto in gattabuia per alcuni giorni. Markwald muore però alcuni giorni dopo in quanto afflitto da una grande febbre, e Capparone libera Federico, che così torna tra il popolo e inizia a vedersi davvero come il re delle sue genti.
Accettando il suo destino da Re di Sicilia, decide finalmente di salire al trono, ed escogita un'idea vendicativa per farlo. Durante la grande messa di Natale, Gualtieri di Palearia si reca in chiesa dove vede tantissimi popolani; si dirige per sedersi sul trono dorato ma lo trova già occupato da un Federico ormai quattordicenne, il quale prende in mano il regno e manda Gualtieri in un convento per sbarazzarsi di lui. Gualtieri lo avverte dei pericoli che il sovrano passa, ma è a sua volta ignaro che il giovane diventerà uno dei più grandi sovrani d'Italia.

## Edizioni
- Carla Maria Russo, Piemme, 15 giugno 2005,  p. 252, ISBN 978-88-384-7546-7.
- Carla Maria Russo, Pickwick, Piemme, 24 giugno 2013,  p. 240, ISBN 978-88-6836-627-8.
- Carla Maria Russo, Neri Pozza Editore, 5 novembre 2024,  p. 256, ISBN 9788854531581.